# Sergio Mantecón
Sergio Martínez Mantecón (Madrid, España; 8 de junio de 1980) es un exfutbolista español. Jugaba de centrocampista y su último equipo fue el CF Lorca Deportiva. Actualmente es el secretario técnico del Elche Club de Fútbol.

## Trayectoria
Sergio Martínez Mantecón se formó en la cantera del Real Madrid, en 2000 ficha por el CD Badajoz que participaba en Segunda División, juega allí tres temporadas para pasar en 2003 al Alicante CF en el que también está tres temporadas jugando en dos de ellas (2004/05 y 2005/06) la promoción de ascenso a Segunda División pero en ninguna el equipo logra acceder a la categoría superior.
En 2006 ficha por el otro equipo de Alicante, el Hércules CF, la temporada 2007/08 se queda sin ficha en el equipo y en el mercado de invierno pasa a jugar con la SD Ponferradina con la que también se clasifica para la Promoción de ascenso a Segunda, pero tampoco logra subir. En junio de 2008 ficha por el CD Castellón.
En verano de 2010 firma con el Elche CF acabando contrató el 30 de junio de 2014, quedando libre.
El 9 de julio de 2014 firma por 2 temporadas (hasta el 30 de junio de 2016) enrolándose en el nuevo proyecto del Cádiz CF con el único objetivo de retornar a Segunda División, objetivo que consigue en la temporada 2015/16. Tras el ascenso, renueva por un año más. En febrero de 2017 rescinde su contrato con el club gaditano y firma con el Lorca Deportiva de Tercera División.

## Clubes
Actualizado 1 de septiembre de 2010
| Club            | Temporada     | Liga     | Liga  | Copa     | Copa  | Total    | Total |
| Club            | Temporada     | Partidos | Goles | Partidos | Goles | Partidos | Goles |
| --------------- | ------------- | -------- | ----- | -------- | ----- | -------- | ----- |
| CD Badajoz      | 2000/01       | 8        | 0     | 1        | 0     | 9        | 0     |
| CD Badajoz      | 2001/02       | 30       | 0     | 2        | 0     | 32       | 0     |
| CD Badajoz      | 2002/03       | 36       | 1     | 2        | 1     | 38       | 2     |
| CD Badajoz      | Total         | 74       | 1     | 5        | 1     | 79       | 2     |
| Alicante CF     | 2003/04       | 36       | 2     | 3        | 0     | 39       | 2     |
| Alicante CF     | 2004/05       | 35       | 1     | 2        | 0     | 37       | 1     |
| Alicante CF     | 2005/06       | 40       | 1     | 3        | 0     | 43       | 1     |
| Alicante CF     | Total         | 111      | 4     | 8        | 0     | 119      | 4     |
| Hércules CF     | 2006/07       | 21       | 0     | 3        | 0     | 24       | 0     |
| Hércules CF     | Total         | 21       | 0     | 3        | 0     | 24       | 0     |
| SD Ponferradina | 2007/08       | 20       | 4     | —        | —     | 20       | 4     |
| SD Ponferradina | Total         | 20       | 4     | —        | —     | 20       | 4     |
| CD Castellón    | 2008/09       | 29       | 1     | 4        | 0     | 33       | 1     |
| CD Castellón    | 2009/10       | 39       | 4     | 1        | 0     | 40       | 1     |
| CD Castellón    | Total         | 68       | 5     | 5        | 0     | 73       | 5     |
| Elche CF        | 2010/11       | 32       | 3     | 2        | 0     | 34       | 3     |
| Elche CF        | Total         | 32       | 3     | 2        | 0     | 34       | 3     |
| Cádiz CF        | 2014/15       | —        | —     | —        | —     | —        | —     |
| Cádiz CF        | Total         | —        | —     | —        | —     | —        | —     |
| Total carrera   | Total carrera | 326      | 14    | 23       | 1     | 349      | 18    |

## Palmarés

### Otros
| Título              | Club            | País   | Temporada |
| ------------------- | --------------- | ------ | --------- |
| Segunda B Grupo III | Alicante CF     | España | 2004/2005 |
| Segunda B Grupo II  | SD Ponferradina | España | 2007/2008 |
| Segunda             | Elche CF        | España | 2012/2013 |

- Datos: Q7454313